# Bulbophyllum nutans
Bulbophyllum nutans  (Thouars) Thouars, 1822 è una pianta della famiglia dell Orchidacee.

## Descrizione

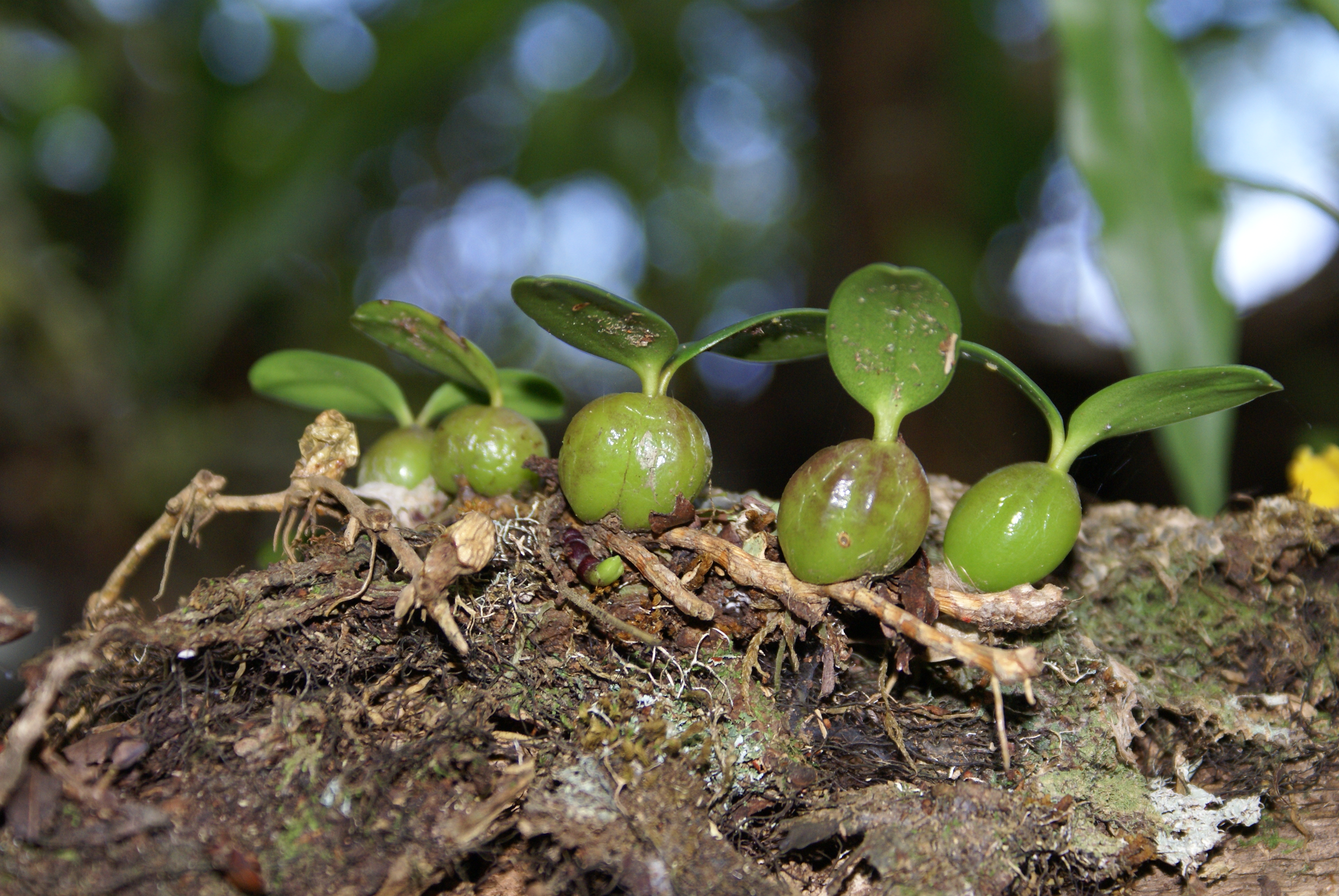

B. nutans è un'orchidea di piccole, spesso minime, dimensioni con crescita epifita e occasionalmente litofita. Presenta pseudobulbi di forma ovale, con quattro angoli arrotondati, avvolti alla base da una guaina di forma ovale e portanti al loro apice foglie (di solito 2) erette, di forma lineare-ligulata, bilobate all'apice.
La fioritura avviene per un periodo lungo, dalla primavera al tardo autunno, mediante una infiorescenza basale, derivante da uno pseudobulbo maturo, lunga più delle foglie, sottile, spesso pendula, con brattee floreali rossastre molto compresse a forma triangolare e recante molti fiori. Questi sono poco appariscenti, grandi in media un centimetro, di colore verde, con sepali di forma triangolare, più grandi dei petali e col labello  sacciforme recante una macchia rossastra.

## Distribuzione e habitat
La specie è diffusa in Madagascar e nelle isole di Mauritius e Reunion, dove cresce epifita in foreste tropicali umide ed occasionalmente litofita su rocce in ombra.

## Coltivazione
Questa pianta richiede in coltivazione esposizione a mezz'ombra, temperature calde e discreta umidità per tutto l'anno, all'epoca della fioritura è consigliabile aumentare la temperatura.